# Бонні і Клайд по-італійськи
«Бонні і Клайд по-італійськи» (італ. Bonnie e Clyde all'italiana) — кінофільм, знятий режисером Стено в 1982 році.

## Сюжет
Банда гангстерів, яка напала на банк, бере в заручники Лео (Паоло Вілладжо), продавця сувенірів, невезучого малого, який постійно потрапляє в різні історії, і Джаду (Орнелла Муті), молоду дівчину, яка загубила окуляри і не бачить дальше свого носа. Дорогою машина перекидається, бандити без свідомості, а Лео прихоплює з собою не тільки Джаду, але і валізу із грошима. Тепер за ними ганяють і гангстери, і поліція, яка вважає їх грабіжниками.

## В ролях
- Паоло Вілладжо — Лео Кавацці
- Орнелла Муті — Розетта Фоскіні, вона ж Джада
- Жан Сорель — Капітан
- Фердінандо Муроло — Марсельєза, бос грабіжників банку
- Антоніо Аллочча — Лікар
- Антоніо Базіле — Грабіжник банку
- Лоріс Баццоккі — Грабіжник банку
- Еудженіо Машарі — Грабіжник банку
- Діно Кассіо — Продавець оптики
- Фабриціо Мартуфелло — Таксист
- Коррадо Ольмі — Бонетті, власник магазину іграшок